# Споменик Николају Велимировићу
Споменик Николају Велимировићу се налази у оквиру манастира Соко, код Љубовије.
Споменик Светом Николају Велимировићу, подигнут је 2002. године на малом узвишењу којим доминира манастирском портом. Скулптура је рад Дринке Радовановић, вајара. Изливен је у бронзи, висинe 3,5m и постављен на ниском постаменту.
Споменик епископу Николају Велимировићу поклон је Бранка Тупањца, Србина из Чикага.